# Sultan + Shepard
Sultan and Shepard (estilizado como Sultan + Shepard) es un dúo canadiense de música electrónica que con frecuencia colaboran en la producción, composición y en remezclas.

## Biografía
Ossama Al Sarraf es más conocido por su nombre artístico, Sultan. Luego de vivir en Kuwait, Chipre y Egipto, se radicó en Montreal en 1996 para seguir sus estudios de ingeniería mecánica y administración de negocios. Después graduarse de la universidad en 2001, ya contaba con una modesta reputación como DJ residente en varias discotecas de Montreal y se hacía un lugar en la escena house. Su primera lanzamiento fue "Primal Instinct" para el sello Chug Records ese mismo año. En 2004, Sultan protagonizó un documental titulado Being Osama junto a cinco personalidades más de nombre Osama en el que detallaban sus raíces cristiano palestino.
En sus comienzos lanzó producciones orientados al house progresivo con Tony Papadopoulos, conocido también como Tone Depth y The Greek. En 2002, luego de una presentación de Sultan en Montreal, Ned Shepard le entregó un CD Demo a Sultan con música que había estado trabajando. Sultan llamó inmediatamente a Shepard a la mañana siguiente y expresó su interés de colaborar juntos en la producción. Empezaron a producir bajo el nombre de Jiva.
En 2005, Sultan realiza el famoso mash up "Flashing for Money" que mezcla las canciones "Flashdance" de Deep Dish y "Money for Nothing" de Dire Straits cosechando elogios de la escena electrónica, así como de los propios Dire Straits.
Ned Shepard cita a Brian Eno, Underworld, The Chemical Brothers, Faithless, y Sasha & John Digweed entre sus principales fuentes de inspiración. Sultan cita a los mismos artistas, incluyendo a Daft Punk y Deep Dish entre sus predilectos.
En 2008, formaron su propia discográfica Harem Records para el lanzamiento de sus producciones. En 2009, producen el álbum debut como solista de Nadia Ali, Embers, y en 2010 colaboraron también como productores en la canción "A Million Stars" para el músico de trance BT en su álbum These Hopeful Machines. En 2011 vuelven a trabajar con Nadia Ali en la canción "Call My Name" la cual llegó a ocupar el número 5 en el Hot Dance Club Play de la Billboard. En 2013 lograron posicionarse en el número 71 del Canadian Hot 100 con el sencillo "Walls" que contó con la colaboración de la vocalista Quilla. En 2014, su versión remezclada de "Locked Out of Heaven" para Bruno Mars, fue nominada al Premio Grammy en la categoría Mejor grabación remezclada. En ese mismo año, contribuyeron como productores en la canción "Close to Me" incluida el álbum de Tiesto, A Town Called Paradise y en el álbum de Dillon Francis, Money Sucks, Friends Rule.

## Discografía

### Sencillos
Lanzamientos de Sultan sin Ned Shepard produciendo con otros artistas
- 2002: "Primal Instinct"
- 2005: "Sagres" (Sultan & Tone Depth)
- 2003: "The Isabella EP"
- 2003: "Breathe & Fear"
- 2003: "Back To You" (Soul Tan & Tone Depth Feat. Heroic)
- 2004: "Rezin b/w Wadi" (Sultan & The Greek)
- 2004: "How Long" (como Soul Tan)
- 2004: "If You Only Knew / Still Standing" (como Soul Tan)
- 2005: "Moments" (como Soul Tan)
- 2005: "Broken" (Sultan & Tone Depth)
- 2005: "Please" (Sultan & Tone Depth)
- 2005: "The Shivers EP"
- 2005: "You Make Me Feel Extacy" (Sultan & Tommyboy)
- 2006: "Deep Dive In Istanbul" (DJ Tarkan & Soul Tan)
- 2006: "No Why"
- 2006: "B With U" (Tommyboy & Sultan Feat. Zara)
- 2007: "Feng Shui Café" (Soul Tan Feat. Zara)
- 2008: "Come Together" (Tommyboy & Sultan Feat. Zara)
- 2008: "Surrender" (Sultan & Tommyboy)
- 2008: "Protection"
- 2010: "G-Stringz"

Sencillos de Sultan y Ned Shepard
- 2004: "Strange Dimensions" (como Jiva)
- 2005: "Skin" (como Jiva)
- 2005: "Timelapse" (Jiva Feat. Rula)
- 2006: "My Dream" (como Jiva)
- 2007: Sultan & Ned Shepard Feat. Stereomovers – "Connected"
- 2007: Sultan And Ned Shepard & Maher Daniel – "Itajai Vibes"
- 2007: Sultan & Ned Shepard – "Together We Rise"
- 2008: Sultan & Ned Shepard – "Eye Spy"
- 2008: Sultan & Ned Shepard – "One Day"
- 2008: Sultan And Ned Shepard & Maher Daniel – "Tomorrow Never Dies"
- 2008: Sultan & Ned Shepard Feat. Zara – "Let's Get Physical"
- 2008: Sultan & Ned Shepard – "Did We?"
- 2008: Sultan & Ned Shepard Feat. Kuba Oms – "Jeopardy"
- 2008: Ned Shepard – "A Fine Balance"
- 2008: Sultan & Ned Shepard Feat. Benny Blanco – "Let's Get Physical"
- 2009: Sultan & Ned Shepard – "Roads Under Ramallah"
- 2009: Sultan & Ned Shepard – "Kitsch"
- 2009: Sultan & Ned Shepard Feat. Dirty Vegas – "Crimson Sun"
- 2010: Sultan, Ned Shepard & Maher Daniel – "Pink Panther"
- 2010: Sultan & Ned Shepard – "Deeper Underground"
- 2010: Ned Shepard – "Chromatic"
- 2010: Funkagenda vs. Sultan + Ned Shepard – "Past Dreaming"
- 2011: Sultan & Ned Shepard Feat. Nadia Ali – "Call My Name"
- 2011: Fedde le Grand vs. Sultan & Ned Shepard Ft. Mitch Crown – "Running"
- 2011: Morgan Page, Sultan + Ned Shepard & BT – "In The Air"
- 2012: Taryn Manning feat. Sultan + Ned Shepard – "Send Me Your Love"
- 2012: Sultan + Ned Shepard feat. Quilla – "Walls"
- 2012: Sultan + Ned Shepard vs. Thomas Sagstad feat. Dirty Vegas – "Somebody to Love"
- 2013: Sultan & Ned Shepard feat. Max'C – "Ordinary People"
- 2013: Sultan + Ned Shepard & NERVO Feat. Omarion – "Army"
- 2013: Fedde le Grand, Sultan + Ned Shepard – "Long Way From Home"
- 2013: Sultan + Ned Shepard Vs. Taurus & Vaggeli – "Draw Close"
- 2013: Fedde le Grand and Sultan + Ned Shepard – "No Good"
- 2013: Sultan + Ned Shepard feat. Zella Day & Sam Martin – "All These Roads"
- 2014: Sultan + Ned Shepard vs. John Dish – "Renegade Master (Back Once Again)"
- 2014: Junior Sanchez, Sultan + Ned Shepard – "Deeper Love"
- 2014: Sultan + Ned Shepard vs. The Boxer Rebellion – "Keep Moving"
- 2014: Dillon Francis & Sultan + Ned Shepard feat. The Chain Gang of 1974 – "When We Were Young"
- 2015: Sultan + Shepard feat. Tegan & Sara – "Make Things Right"
- 2015: Sultan + Shepard feat. Danny White – "Don't Let Me Down"
- 2015: Sultan + Shepard vs. Futuristic Polar Bears – "Manila"
- 2015: Sultan + Shepard – "In The Night"
- 2015: Sultan + Shepard feat. Lauren Mason – "Chasing (In The Night)"
- 2015: Sultan + Shepard feat. Kreesha Turner – "Bring Me Back"
- 2015: Sultan + Shepard vs. Felix Leiter – "BWU"
- 2016: Sultan + Shepard feat. Gia – "Love Me Crazy"
- 2016: Sultan + Shepard – "Samba Sixteen"
- 2017: Sultan + Shepard feat. Brezy – "Cashmere Sweater"
- 2017: Sultan + Shepard feat. Red Rosamond – "Damn"
- 2017: Sultan + Shepard – "Honey Come Back"
- 2017: Sultan + Shepard feat. Nadia Ali & IRO – "Almost Home"

### Remixes
Remixes de Sultan y Ned Shepard en todos sus proyectos
- 2002: Noel Sanger – Carry On (Sultan Vs. Tone Depth Mix)

2003:
- Portishead – Roads (Sultan & Tone Depth Remix)
- G.Pal Feat. Anna Maria X – Ocean Of Blue (Tone Depth & Sultan Remix)

2004:
- Astrid – Rain (Soul Tan Mix)
- Valentino Kanzyani – Flying (Sultan & Tonedepth Remix)
- Phoebe – Grateful Things (Sultan Remix)

2005:
- Deep Dish vs. Dire Straits – Flashing For Money (Sultan Club Mix)
- Thomas Penton & Joseph Anthony – El Ritmo (Sultan & Tone Depth Remix)
- Medway – The Baseline Track 2005 (Jiva 'Roid Rage' Mix)

2006:
- Tommyboy & Mannel – Naturelize (Sultan & Tone Depth Remix)
- Digitribe – India (Sultan Remix)

2007:
- Luca Ricci Presents Ventinesimo Secolo – Tribute to San Fracesco D'Assisi (Sultan Remix)

2008:
- Pashka – Island Breeze (Sultan & Ned Sheppard Downtempo Mix)
- Julie Dennis – Fever (Sultan & Ned Shepard Mix)
- Nadia Ali – Crash and Burn (Sultan & Ned Shepard Remix)
- Daniel Portman – Wellness Park (Sultan & Ned Shepard Illness Dub Mix)
- Paul Harris and Cevin Fisher – Deliver Me (Sultan & Ned Shepard Remix)
- Dirty Vegas – Pressure (Sultan & Ned Shepard Remix)
- Second Sun – Golden (Sultan & Ned Shepard's Solid Gold Mix)

2009:
- Dean Coleman feat. DCLA – I Want You (Sultan & Ned Shepard Remix)
- Nadia Ali – Love Story (Sultan & Ned Shepard Remix)
- Serge Devant feat. Hadley – Addicted (Sultan & Ned Shepard Remix)
- DBN feat. Madita – Asteroidz (Sultan & Ned Shepard Remix)
- BT – Rose Of Jericho (Sultan & Ned Shepard Remix)
- Sander Kleinenberg – This Is Our Night (Sultan & Ned Shepard Remix)
- Paul Harris and Sam Obernik – The Take (Sultan & Ned Shepard Dub Mix)
- Morgan Page – Fight For You (Sultan & Ned Shepard Remix)
- Late Night Alumni – You Can Be The One (Sultan & Ned Shepard Remix)
- BSNO – Noisehead (Ned Shepard's Make Noize Remix)
- Stephan Luke – Invisible Man (Ned Shepard Remix)

2010:
- DJ Rap – Give It All Away (Sultan & Ned Shepard Remix)
- Delerium feat. Kreesha Turner – Dust In Gravity (Sultan & Ned Shepard Remix)
- Cedric Gervais – Leave Me Alone (Sultan & Ned Shepard Remix)
- Kaskade feat. Martina of Dragonette – Fire In Your New Shoes (Sultan & Ned Shepard Electric Daisy Remix)
- Tiësto feat. Calvin Harris – Century (Sultan & Ned Shepard Remix)
- Cevin Fisher & Paul Harris – Out Come (Sultan & Ned Shepard Freak On Remix)
- Erika Jayne – One Hot Pleasure (Sultan & Ned Shepard's One Hot Club Remix)
- i SQUARE – Hey Sexy Lady (Sultan & Ned Shepard Remix)
- Richard Vission & Static Revenger Starring Luciana – I Like That (Sultan & Ned Shepard Dub Remix)
- Starshell – SuperLuva (Sultan & Ned Shepard St. Tropez Extended Remix)

2011:
- Thomas Sagstad – Meiri (Sultan & Ned Shepard Edit)
- Kerli – Army of Love (Sultan & Ned Shepard Remix)
- BT feat. Kirsty Hawkshaw – A Million Stars (Sultan & Ned Shepard Remix)
- Tamer Malki feat. Ines – City To Coast (Sultan & Ned Shepard Edit)
- Robyn – Call your Girlfriend (Sultan & Ned Shepard Remix)
- Dave Audé feat. Isha Coco – Something For The Weeekend (Sultan & Ned Shepard Remix)
- Manufactured Superstars feat. Lea Luna – Drunk Text (Sultan & Ned Shepard Remix)
- Lady Gaga – The Edge of Glory (Sultan & Ned Shepard Remix)
- Funkagenda – Astana (Sultan & Ned Shepard Remix)

2012:
- Madonna feat. Nicki Minaj & M.I.A – Give Me All Your Luvin' (Sultan & Ned Shepard Remix)
- Nelly Furtado – Big Hoops (Bigger the Better) (Sultan & Ned Shepard Remix)
- Kate Havnevik – Disobey (Sultan & Ned Shepard Remix)
- Dean Cohen – American Flash (Sultan & Ned Shepard Remix)
- Paris & Simo – Time (Sultan & Ned Shepard Edit)
- Vassy – We Are Young (Sultan & Ned Shepard Remix)
- Tegan and Sara – Closer (Sultan & Ned Shepard Remix)

2013:
- Bruno Mars – Locked Out of Heaven (Sultan & Ned Shepard Remix)
- Matt Caseli, Marrs TV & Joel Edwards – Chemical Love (Sultan & Ned Shepard Remix)
- Kid Massive & Tiny Ducks – Smash It (Sultan & Ned Shepard Edit)
- Kim Fai – Snake (Sultan + Ned Shepard Remix)
- Audé feat. Akon & Luciana – Electricity & Drums (Bad Boy) (Sultan + Ned Shepard Remix)
- Dean Cohen – The Game (Sultan & Ned Shepard Remix)

2014:
- Mad Mankeyz feat. Elijah Thomas – One Year Later (Sultan + Ned Shepard Remix)
- Coldplay – A Sky Full of Stars (Sultan + Ned Shepard Remix)

2015:
- Mor Avrahami vs. Ido Shoam – Batería (Sultan + Shepard Edit)
- Rudimental ft. Ed Sheeran – Lay It All On Me (Sultan + Shepard Remix)

2016:
- Jack wins – Give It Up (Sultan + Shepard Remix)
- 3LAU – Is It Love (Sultan + Shepard Remix)
- Sultan + Shepard ft. Quilla – Walls (Deeper Shades Mix) [AFTR:HRS]

2017:
- Lost Frequencies feat. Axel Ehnstrom – All Or Nothing (Sultan + Shepard Remix)